# ネクソン
株式会社ネクソン（英: NEXON Co., Ltd.）は、日本の東京都港区に本社を置き、PCオンラインゲームの開発及びサービスの提供などを主な事業とする多国籍ゲーム会社。NXCの持分法適用会社、日経平均株価およびJPX日経インデックス400の構成銘柄の一つ。

## 概要
1994年に金正宙と宋在京によって韓国で設立され、2005年に本社を日本に移転、韓国やアメリカ合衆国、台湾、タイにもオフィスを構えている。
時価総額ベースで世界上位10位以内に入る大手ゲーム会社であり『メイプルストーリー』、『アラド戦記』、『サドンアタック』、『カートライダー』といった人気シリーズをはじめとする45以上のタイトルを190カ国以上で配信している。世界のエンターテインメントシリーズ売上高トップランキングに含まれるゲームを複数有し、2022年時点において累計登録ユーザー数は約10億にのぼる。
NEXON Korea、NEXON Americaなどを子会社として保有している。 また、有価証券報告書などでNXCの子会社といった表現があるが、これは定義が連結財務諸表作成時に必要な会社とされるIFRS上での話であり、会社法で定義される日本基準の子会社とは意味が変わり、日本基準ではNXCはNEXONの親会社ではないため注意が必要である。

## 沿革
2000年9月、NEXON Corporationとソリッドネットワークス（旧株式会社ネクソンジャパン）が資本提携の上、「株式会社ネクソンジャパン」としてオンラインゲームの配信サービスを開始した。
2002年12月18日、NEXON Corporationの100%子会社株式会社ネクソンジャパンとして設立。それまで日本での事業をおこなっていた合弁企業ソリッドネットワークス（旧株式会社ネクソンジャパン）とNEXON Corporationが資本提携を解消したのと入れ替わりに、日本での事業を開始した。
2003年11月、所在地を東京都中央区新川二丁目3番1号に移転。
2004年ごろから、無料でプレイ可能な大富豪や五目並べなどができるウェブゲームや、アバターを作ったり、ラウンジという特定のユーザーが集まり、会話や画像の投稿などができるスペースを作っている。2006年1月には全ての有料タイトルをアイテム課金制に移行し、月額料金は無料で遊べるようになった。
2005年9月、子会社として米国にNXゲームズ・インク（現NEXON America Inc.）を設立した。
2005年10月、NEXON Corporationから親会社を異動し、ネクソングループも本社となった。
2009年4月、社名を「株式会社ネクソンジャパン」から「株式会社ネクソン」に変更した。
2010年から2016年まで千葉ロッテマリーンズのユニフォームスポンサーとなり、ユニフォーム上着の右胸部分に同社のロゴマークを掲出していた。
2010年11月、子会社としてルクセンブルク大公国にNEXON Europe S.à r.l.を設立した。
2011年3月に起こった東北地方太平洋沖地震、並びに発生した福島第一原子力発電所事故による計画停電のため一時期サービスを停止していたが、同年7月に全サービスを再開する。
2011年12月14日、東京証券取引所1部に上場。
2012年10月1日、ソーシャルゲーム提供事業者の株式会社gloopsを365億円で買収し、完全子会社化。
2015年3月、ドイツにNEXON Europe GmbHを設立。
2015年12月、台湾にNEXON TAIWAN LIMITEDを設立。
2016年3月、『ドミネーションズ -文明創造-』の開発を手がける、ビッグ・ヒュージ・ゲームズを100％子会社化。
2016年7月、筆頭株主で取締役の創業者・金正宙が韓国検察当局に起訴されたため、取締役を辞任。
2017年11月、米国のPixelberry Studiosを100％子会社化。
2018年3月、本社を東京都港区六本木1丁目4番5号 アークヒルズサウスタワー6Fに移転。
2018年6月、韓国のナットゲームスカンパニー・リミテッド（後のネクソンゲームズ）を連結子会社化。
2020年2月、gloopsの全株式をジーアールドライブへ譲渡。譲渡価額は1円。
2020年10月29日、ファミリーマートに代わって日経平均株価の構成銘柄に採用された。
2021年7月1日、保有する仮想通貨（ビットコイン）の価値の暴落により、暗号資産の評価損で44億9900万円の営業外費用を計上したと発表した。
2022年1月、映画『アベンジャーズ』シリーズなどの制作に携わったルッソ兄弟が設立した制作会社AGBOに4億ドル（約560億円）の出資を行い、38%分の同社株式を取得した。その後も1億ドル分の追加投資を行い、合計で49.21%分の同社株式を確保し、筆頭株主になった事を同年11月に発表した。

## 歴代社長
| 代 | 氏名               | 就任日       | 退任日        | 備考     |
| -- | ------------------ | ------------ | ------------- | -------- |
| 1  | デイヴィッド・リー | 1999年       | 2009年1月5日  |          |
| 2  | 崔承祐             | 2009年1月5日 | 2009年3月31日 | 社名改称 |

| 代 | 氏名                 | 就任日        | 退任日        | 備考 |
| -- | -------------------- | ------------- | ------------- | ---- |
| 2  | 崔承祐               | 2009年4月1日  | 2014年3月25日 |      |
| 3  | オーウェン・マホニー | 2014年3月25日 | 2024年3月     |      |
| 4  | 李政憲               | 2024年3月     | 現職          |      |

## 開発部門
- Wizet Studio（英語版） (第1本部)
- LODUMANI studio（朝鮮語版） (第2本部)
- devCAT Studio（朝鮮語版） (第3本部)

## 主なゲームタイトル
サービス終了日は基本的に日本語版のもの。

### 運営中
PC
- テイルズウィーバー ※ソフトマックス開発、後に開発をネクソンGTに変更
- メイプルストーリー ※Wizet Studio（英語版） (第1本部) が開発
- マビノギ ※devCAT Studio (第3本部) 開発
- アラド戦記（2009年3月4日にハンゲームより移管） ※Neopleが開発 (後に子会社化[11])
- エルソード（チャネリングサービス。実際の運営はKOG[12]←ハンゲーム） ※KOG開発
- デイヴ・ザ・ダイバー[13]

モバイル
- ドミネーションズ -文明創造- ※Big Huge Games（英語版）開発・配信 (後に子会社化)
- 真・三國無双 斬 ※台湾SO-CAYENNE MOBILE ENTERTAINMENT開発
- メイプルストーリーM
- V4 (2020年9月24日リリース) ※子会社のNAT GAMES開発
- FIFA ONLINE 4 M by EA SPORTS（日本未配信）※Electronic Arts Seoul Studio (現Spearhead) 開発
- Darkness Rises（日本未配信）※子会社のBOOLEAN GAMESが開発
- ゴジラディフェンスフォース ※子会社のNeople傘下のStudio42開発
- Traha（2020年4月23日リリース）
- ブルーアーカイブ(グローバル版)　※子会社のNAT GAMES開発（後にNexon GTを吸収合併しNexon Gamesとなる。）日本版のみYostarが運営・配信している。
- Point Blank: Strike (日本未配信) ※NEXON RED (旧wellgames) 開発
- BnB M (日本未配信)
- KartRider Rush+ (日本未配信)
- Runway Story (日本未配信)
- テイルズウィーバー:SecondRun (2022年11月21日サービスイン)

### 開発中
マルチプラットフォーム
- KartRider: Drift[14] ※Wonder Holdingsとの合弁で開発[15]
- 幻世酔虎伝オンライン[14]
- The First Descendant[14]
- Project OVERKILL[14]
- HIT：The World[16]

PC
- Night Walker[14]

CS
- Arad Chronicle: Kazan[14] ※子会社のNeopleが開発、旧Project BBQ→Project AK

モバイル
- Project NGR
- 真・三國無双8モバイル ※Nexon傘下のONE Studio開発[17]
- マビノギモバイル[14] ※Wonder Holdingsとの合弁で開発[15]

### 運営終了予定
PC
モバイル

### 開発・運営中止
PC
- ZerA（クローズドβテスト終了後、公式サイトが一時停止、1年後の2008年1月にサービス中止が発表された）
- マビノギ2: アリーナ（朝鮮語版） ※devCAT Studio開発
- マビノギ XBOX 360版 ※devCAT Studio開発[18]
- ハスキーエクスプレス (2009年8月11日韓国でオープンベータ開始、2011年4月18日韓国でサービス終了[19]) ※devCAT Studio開発[18]
- スラップショット・アンダーグラウンド ※Numix Entertainment開発[18]
- Trash Buster (2008年11月13日韓国でオープンベータ開始、2008年12月31日韓国でサービス終了) ※LODUMANI studio開発[18]
- カバティーナストーリー ※Wizet studio開発
- Titanfall Online（2015年7月計画発表、2018年7月開発中止が報じられる[20]）※ネクソンGT開発
- Need for Speed: Edge (2017年12月韓国でベータテスト開始[21]、2019年5月30日韓国でサービス終了[22]) ※Spearhead (旧Electronic Arts Seoul Studio) 開発
- Project G (2019年8月開発中止が報じられる[23]) ※NEXON RED (旧wellgames) 開発
- PERIA CHRONICLES (2019年5月韓国でパイオニアテスト、2019年8月開発中止が報じられる[24]) ※孫会社のThingsoft（英語版）が開発
- Dragonhound (2019年11月開発中止[25]) ※子会社のdevCAT Studio開発

モバイル
- Dave The Diver (2019年8月開発中止[25]) ※子会社のNeople傘下のStudio42開発
- 네 개의 탑 (2019年8月開発中止[25]) ※子会社のNeople傘下のStudio42開発
- ファイナルファンタジー XI R (2021年2月9日開発中止表明[26]) ※Nexon傘下のONE Studio開発[27]

不明
- メープルオデッセイ (2019年11月開発中止) ※子会社のWhat! Studio開発[28]
- Project M (2019年11月開発中止) ※子会社のNEXON RED開発[28]、EAとの共同[29]

### 他社移管
PC
- コンバットアームズ（英語版） (日本未配信) ※運営・配信をVALOFEへ移管
- Power Rangers: All Stars (日本未配信) ※MoveGamesとテウォンメディアの共同開発[30]、配信をMoveGamesへ移管

### 運営終了
PC
- Quizquiz（2004年12月15日にサービス終了）
- タクティカルコマンダー（2005年8月31日にサービス終了）
- 風の王国（2005年11月30日にサービス終了）
- 闇の伝説（2005年11月30日にサービス終了）
- エランシア（2006年5月31日付けでサービス終了）
- グランドチェイス（2007年6月22日にサービス終了）
- ビッグショット（2008年4月14日にサービス終了）
- ダンシングパラダイス（2008年9月26日にサービス終了。以後「X-BEAT」として、他社運営）
- BnB（2006年3月16日にサービス終了、2007年11月15日サービス再開、2009年5月19日サービス終了）
- クレイジーアーケード (2009年5月19日にサービス終了) ※LODUMANI studio開発
- 天道オンライン（2010年2月28日をもってNEXON IDによるサービス終了。チャネリングサービス。他社運営）
- TENVI（2010年3月31日にサービス終了）
- おしゃらんどファンテージ （2010年12月15日にサービス終了）
- 鉄鬼 (2011年2月23日にサービス終了)
- Khan Wars (2011年7月1日にサービス終了)
- WEB三国志 危機一髪 (2011年8月24日にサービス終了)
- セブンソウルズ（2012年2月14日にサービス終了）
- レジェンド オブ エッダ（日本国内版のみ2012年7月17日サービス終了）
- ドラゴニカ（2010年1月20日に正式サービスを開始、2012年11月28日にサービス終了）
- クレイジーレーシング・カートライダー (2013年1月10日にサービス終了) ※LODUMANI studio開発
- コルムオンライン（2013年3月27日にサービス終了）
- みんなの釣りランド（2013年10月9日にサービス終了）
- シャドウカンパニー（2013年5月7日にサービス終了）
- NEXON777（2013年5月22日にサービス終了）
- NAVYFIELD2（2013年7月31日にサービス終了）
- ドラゴナ（2013年10月3日にサービス終了）
- エバープラネット（2013年12月12日にサービス終了）
- 三国志を抱く（2014年1月23日にサービス終了）
- 快傑三国志（2014年1月29日にサービス終了）
- CoW（2014年1月29日にサービス終了）
- DIVA COLISEUM（2014年4月9日にサービス終了）
- 戦略三国志（2014年4月23日にサービス終了）
- DIVINA（gamaniaからのOEM。運営はgamania）（2014年11月4日にサービス終了）
- 君主online（2014年12月11日にサービス終了。他社運営）
- スカーレットブレイド（2014年12月17日にサービス終了）
- アスガルド（2015年6月24日にサービス終了）
- デカロン（2016年4月にサービス終了。他社移管）
- ドルアーガの塔（2016年3月31日にサービス終了）
- アトランティカ（2016年11月17日にサービス終了）
- ロストオンライン（2017年2月1日にサービス終了）
- Devil's Third Online（2017年3月29日にサービス終了）
- EVE ONLINE（2017年3月31日にサービス終了。他社移管）[注釈 1]
- 攻殻機動隊S.A.C. Online（2017年11月29日にサービス終了）
- カウンターストライクオンライン2（2018年2月28日サービス終了）
- マビノギ英雄伝 (2018年8月29日サービス終了[31]) ※devCAT Studio開発[18]
- カウンターストライクオンライン（2019年3月6日サービス終了[32]）
- サドンアタック（他社から移管したFPS。2019年9月25日サービス終了[33]） ※ゲームハイ開発 (後に子会社化[34]してネクソンGTとなる)
- Tree of Savior (2019年11月27日サービス終了[35]) ※IMCGAMES開発
- メイプルストーリー2 (2020年5月27日サービス終了[36])

PC (日本未配信)
- SilentPlot1 (未来啓示錄Online、2012年8月20日に台湾でサービス終了) ※シルバーポーション開発[18]
- サドンアタック2（2016年7月6日韓国でサービス開始、2016年9月29日韓国でサービス終了[37]、日本でのサービスは中止）※ネクソンGT開発
- Battlerite (2019年7月4日韓国でサービス終了[38]) ※典Stunlock Studios開発
- ASCENDANT ONE (2019年8月14日韓国でサービス終了[39]) ※devCAT Studio開発
- Astellia (2020年1月16日韓国でサービス終了[40]) ※Barunson E&A開発

モバイル
- 萌え騎士ぐんぐにる（2015年7月3日にサービス終了）
- Fantasy×Runners2（2015年9月17日にサービス終了）
- マギ Dungeon&Magic（2015年9月17日にサービス終了）
- クレヨンしんちゃん 夢みる!カスカベ大合戦（2015年9月28日にサービス終了。他社移管）
- クレヨンしんちゃんUFOパニック!走れカスカベ防衛隊（2015年11月11日にサービス終了）
- Soul Slash SAGA（2015年12月22日にサービス終了）
- けものフレンズ（2016年12月14日にサービス終了）
- メイプルストーリーポケット（2017年3月21日にサービス終了）
- メダルマスターズ（2017年8月23日にサービス終了）
- ダンジョンストライカーG（2017年9月19日にサービス終了）
- クロスレギオン（2017年9月19日にサービス終了）
- GUNPIE ADVENTURE（2017年9月20日にサービス終了）
- カオスクロニクル (2017年12月19日サービス終了[41])
- ARENA MASTERS (2018年2月6日サービス終了[42])
- LEGO クエスト&コレクト (2018年2月13日サービス終了[43])
- ファンタジーウォータクティクスR (2018年3月15日サービス終了[44]) ※ネクソンGT開発
- ディズニー タッチタッチ (2018年7月10日サービス終了[45])
- マビノギデュエル (2018年8月23日サービス終了[46])
- ドラゴン騎士団 (2018年10月1日サービス終了[47]) ※子会社のgloopsが開発
- GIGANT SHOCK (2018年12月17日サービス終了[48]) ※Carbon Eyed開発
- StraStella (2019年1月22日サービス終了[49])
- HIT (2019年5月30日サービス終了[50]) ※NAT Games開発 (後に子会社化)
- HIDE AND FIRE (2019年6月25日サービス終了[51]) ※テンセント開発
- エビルファクトリー ※子会社のNeopleが開発、子会社のNexon Mが配信
- アフター・ジ・エンド ※子会社のNeopleが開発、子会社のNexon Mが配信
- MARVEL Battle Lines (2020年1月9日サービス終了[52])
- DarkAvenger X (2020年1月30日サービス終了[53])
- ArkResona -アークレゾナ- (2020年1月31日サービス終了[54]) ※gloops開発
- FAITH-フェイス (原題：AxE、2020年6月8日サービス終了[55]) ※NEXON RED (旧wellgames) 開発[56]
- 三國志曹操伝 ONLINE (2020年6月11日サービス終了[57]) ※孫会社のThingsoft（英語版）が開発
- revisions next stage (2020年8月12日サービス終了[58]) ※devCAT Studio開発
- OVERHIT (2021年2月25日サービス終了[59]) ※NAT Games開発 (後に子会社化)
- Lode Runner 1
- Ring Toss & World Tour

モバイル (日本未配信)
- Titanfall: Assault（英語版） (2018年7月30日サービス終了[60])
- Master of Eternity (2019年4月30日韓国でサービス終了[61])
- 野生の地：Durango (2019年12月18日韓国でサービス終了[62]) ※What! Studio開発
- SpecialSoldier（日本未配信）※wellgames (現NEXON RED) 開発・配信 (後に子会社化[63])
- Spiritwish (2020年4月1日韓国でサービス終了[64]) ※NEONSTUDIO開発 (日本では開発元が自社配信)[65]
- LYN: The Lightbringer (2020年12月29日海外版終了[66]) ※Pulsar Creative開発 (日本では開発元が自社配信[67])
- Arcane Showdown (2021年5月29日海外版終了[68]) ※子会社のBig Huge Games開発・配信

## 提供番組
日本テレビ系列
- 人生が変わる1分間の深イイ話
- しゃべくり007
- 1億人の大質問!?笑ってコラえて!
- ぐるぐるナインティナイン
- AKBINGO!（HKT48の指原莉乃が出演しているメイプルストーリーのCMを放送。）
- 誰も知らない泣ける歌
- ダウンタウンDX（読売テレビ制作）
- 名探偵コナン（読売テレビ制作）

テレビ朝日系列
- クイズプレゼンバラエティー Qさま!!
- クレヨンしんちゃん

TBS系列
- 関口宏の東京フレンドパークII
- ひみつのアラシちゃん!
- ぴったんこカン・カン
- 学校へ行こう!MAX
- ザ・イロモネア
- さんまのSUPERからくりTV
- チェック!ザ・No.1（毎日放送製作）

テレビ東京系列
- メイプルストーリー （テレビアニメ）
- アラド戦記 〜スラップアップパーティー〜

フジテレビ系列
- 水曜スペシャル（2011年10月 - ）
- ザ・ベストハウス123
- 爆笑レッドシアター
- 水10!オリキュン!
- ジャンプ!○○中
- 爆笑レッドカーペット
- めちゃ×2イケてるッ!
- ピカルの定理
- とんねるずのみなさんのおかげでした